# Sandy Turnbull
Sandy Turnbull, właśc. Alexander Turnbull (ur. 30 lipca 1884 w Hurlford, w Szkocji, zm. 3 maja 1917 w Arras, we Francji) – piłkarz szkocki, który na początku XX wieku występował na pozycji napastnika w Manchesterze City i Manchesterze United.

## Kariera piłkarska
Turnbull rozpoczął swoją piłkarską karierę w zespole ze swojego rodzinnego miasta – Hurlford Thistle. W lipcu 1902 roku przeszedł do występującego wówczas w Division Two Manchesteru City, z którym po roku występów awansował do najwyższej klasy rozgrywkowej. W 1904 zdobył z drużyną z Manchesteru Puchar Anglii. Rok później, gdy klub został oskarżony o nadużycia związane z wynagrodzeniami dla piłkarzy, cały skład został zawieszony. 31 grudnia 1906 roku karę zniesiono i tego samego dnia Turnbull, wraz z trzema innymi piłkarzami City, przeszedł do lokalnego rywala – Manchesteru United. 1 stycznia 1907 zadebiutował w barwach United w meczu przeciwko Aston Villi. W 1908 zdobył mistrzostwo Anglii, a rok później strzelił zwycięską bramkę w finale Pucharu Anglii. W 1915, w meczu przeciwko Sheffield United, wystąpił po raz ostatni. W sumie, biorąc pod uwagę rozgrywki pucharowe i ligowe, w barwach Manchesteru United wystąpił w 247 meczach i zdobył 101 bramek.

## I wojna światowa
Podczas wojny Turnbull służył w Ósmym Batalionie East Surrey. Zginął 3 maja 1917 roku w Arras; jego ciała nigdy nie odnaleziono.

## Sukcesy
Manchester City
- Puchar Anglii zwycięzca (1): 1903/04
- Division Two mistrz (1): 1902/03

Manchester United
- Puchar Anglii zwycięzca (1): 1908/09
- Division One mistrz (2): 1907/08, 1909/10

## Statystyki
| Klub               | Sezon              | Liga  | Liga | Puchar Anglii | Puchar Anglii | Charity Shield | Charity Shield | Łącznie | Łącznie |
| Klub               | Sezon              | Wyst. | Gole | Wyst.         | Gole          | Wyst.          | Gole           | Wyst.   | Gole    |
| ------------------ | ------------------ | ----- | ---- | ------------- | ------------- | -------------- | -------------- | ------- | ------- |
| Manchester City    | 1902/03            | 22    | 12   | 1             | 1             | –              | –              | 23      | 13      |
| Manchester City    | 1903/04            | 32    | 16   | 6             | 5             | –              | –              | 38      | 21      |
| Manchester City    | 1904/05            | 30    | 19   | 2             | 1             | –              | –              | 32      | 20      |
| Manchester City    | 1905/06            | 26    | 6    | 0             | 0             | –              | –              | 26      | 6       |
| Manchester City    | Łącznie            | 110   | 53   | 9             | 7             | –              | –              | 119     | 60      |
| Manchester United  | 1906/07            | 15    | 6    | 0             | 0             | –              | –              | 15      | 6       |
| Manchester United  | 1907/08            | 30    | 25   | 4             | 2             | 1              | 0              | 35      | 27      |
| Manchester United  | 1908/09            | 19    | 5    | 6             | 4             | –              | –              | 26      | 9       |
| Manchester United  | 1909/10            | 26    | 13   | 1             | 0             | –              | –              | 27      | 13      |
| Manchester United  | 1910/11            | 35    | 18   | 3             | 1             | –              | –              | 38      | 19      |
| Manchester United  | 1911/12            | 30    | 7    | 6             | 3             | 1              | 1              | 37      | 11      |
| Manchester United  | 1912/13            | 35    | 10   | 4             | 0             | –              | –              | 39      | 10      |
| Manchester United  | 1913/14            | 17    | 4    | 1             | 0             | –              | –              | 18      | 4       |
| Manchester United  | 1914/15            | 13    | 2    | 0             | 0             | –              | –              | 13      | 2       |
| Manchester United  | Łącznie            | 220   | 90   | 25            | 10            | 2              | 1              | 247     | 101     |
| Łącznie w karierze | Łącznie w karierze | 330   | 143  | 34            | 17            | 2              | 1              | 366     | 161     |